# Administración territorial del Imperio bizantino
El Imperio romano de Oriente o Imperio bizantino (330-1453) tenía un desarrollado sistema de subdivisiones administrativas, que fue evolucionando con el tiempo:

Temas imperiales en el 1025

## Periodo temprano: siglos IV-VII
El clásico modelo dioclecianiano/constantiniano, como ejemplifica el Notitia Dignitatum, dividió el imperio en provincias (en griego, επαρχία, eparquía), que a su vez eran agrupadas en diócesis  y luego en prefecturas pretorianas. El sistema se mantuvo inalterado hasta la década de 530, cuando Justiniano I (gob. 527-565) emprendió sus reformas administrativas. Justiniano abolió las diócesis, las provincias más pequeñas se fusionaron y se crearon nuevos tipos de jurisdicciones como la quaestura exercitus, que combinaba autoridad civil con militar, alterando el principal pilar del sistema de Diocleciano. Durante el reinado de Mauricio (582-602), se dio un paso más allá con la creación de los exarcados —exarcado de Italia y exarcado de África—. Este sistema se aplicó en las zonas más alejadas de la capital, donde los exarcas actuaban como virreyes con un mayor grado de autonomía, pero aún subordinados al emperador.

## Periodo medio: siglos VII-XII
El sistema administrativo tradicional se enfrentó a un serio desafío en la primera mitad del siglo VII, cuando las conquistas musulmanas y la invasión de los Balcanes por los eslavos ocasionaron una importante pérdida territorial. El único territorio contiguo importante que permaneció en poder del Imperio fue Asia Menor, y allí, en el período comprendido entre 640 y 660, se establecieron los primeros temas (themata, sing. thema). Inicialmente se trataba simplemente de jurisdicciones militares, reflejando el área que cada uno de los ejércitos bizantinos de campaña ocupaban; debajo de los temas y sus estrategos, continuaron existiendo las antiguas provincias como las principales unidades administrativas y fiscales. Poco a poco, sin embargo, los temas fueron reemplazando a las provincias, de las que los últimos vestigios fueron abolidas en el siglo IX. Cada tema tenía una estructura regular, siendo dividido a lo largo de las líneas militares en turmas, drungos y banda. Los drungos,  sin embargo, fueron sólo militares, no una división administrativa.
Junto a los temas, existieron otros tipos de unidades provinciales. Los territorios periféricos, a menudo con un carácter marítimo fuerte como Creta, Crimea o Cefalonia estaban a cargo de arcontes y por lo tanto se conocían como arcontados (archontiai, sing. archontia). A lo largo de la frontera oriental con el califato, se crearon distintas provincias fronterizas, el kleisourai. En los Balcanes, a las tribus eslavas (esclavenos) que estaban bajo la autoridad bizantina se les permitió generalmente una cierta forma de autonomía limitada bajo sus propios arcontes. En el siglo X, sin embargo, la mayoría de los arcontados y kleisourai había sido elevados a temas.
Con la gran expansión militar del siglo X y principios del XI, se establecieron nuevos themas a medida que se recuperaban tierras a los árabes, en Oriente, y después de la conquista del Primer Imperio búlgaro.  Muchos de los nuevos temas de Oriente eran más pequeños que los anteriores, comprendiendo sólo una ciudad fortificada y su área inmediata. Guarnecidos principalmente por armenios, fueron conocidos como los Temas armenios, en contraste con los más viejos y más grandes Temas romanos. A partir de los años 970, y hasta mediados del siglo XI, apareció otro nivel militar y administrativo: los comandos regionales que agrupaban varios temas bajo un general  llamado dux (duque)  o catapán (katepano) y que por ello, suelen traducirse como ducados o catapanatos.
En el período Comneno, los themas continuaron existiendo, ahora con un dux  a la cabeza. Sin embargo, sobre todo en Grecia, los temas fueron disueltos en unidades locales más pequeñas, fiscales y administrativas, las horia, episkepseis y chartoularata, que quedaron vinculadas a organismos y oficinas específicas de la burocracia fiscal, así como a magnates individuales. El sistema Comneno sobrevivió hasta el saqueo de Constantinopla por la cuarta cruzada en 1204.

## Periodo tardío: siglos XIII-XV
Tras la disolución del estado bizantino después de la cuarta cruzada, sus estados sucesores griegos bizantinos mantuvieron muchas de sus características y estructura, pero no todas. Los temas sobrevivieron en el Imperio de Nicea y el restaurado Imperio bizantino posterior a 1261, como un término genérico para una circunscripción territorial y fiscal. Estos fueron divididos en katepanikia, que por lo general eran poco más que una ciudad, donde residía el gobernador o céfalo ("cabeza"), con su región circundante. Los céfalos menores a veces se agruparon en grandes jurisdicciones que se colocaron luego bajo una katholike kephale (cabeza universal).
En el siglo XIV también se crearon varios despotados como infantazgos para los miembros de la familia imperial, siendo el más famoso y de más larga duración el despotado de Morea. En el Imperio de Trebisonda, las antigua banda del Tema de Caldia siguieron existiendo, formando la única subdivisión administrativa del país.

## Resumen
| Nombre                | Nombre griego                      | Tipo | Primero | Último                  |
| --------------------- | ---------------------------------- | ---- | ------- | ----------------------- |
| eparquía (provincia)  | ἐπαρχία                            |      | Romano  | Principios del siglo IX |
| diócesis              | διοίκησις                          |      |         |                         |
| prefectura pretoriana | ἐπαρχότης / ὑπαρχία τῶν πραιτωρίων |      |         |                         |
| quaestura exercitus   |                                    |      |         |                         |
| exarcado              | ἐξαρχᾶτον                          |      |         |                         |
| tema                  | θέμα                               |      | 640–660 |                         |
| kleisoura             | κλεισούρα                          |      |         |                         |
| arcontado             | ἀρχοντία                           |      |         |                         |
| turma                 | τούρμα / τοῦρμα                    |      |         |                         |
| bandon (bandera)      | βάνδον                             |      |         |                         |
| katepanikion          | κατεπανίκιον                       |      |         |                         |

## Traducción
- Esta obra contiene una traducción  derivada de «Subdivisions of the Byzantine Empire» de Wikipedia en inglés, publicada por sus editores bajo la Licencia de documentación libre de GNU y la Licencia Creative Commons Atribución-CompartirIgual 4.0 Internacional.

- Datos: Q6418772